# Peer van den Molengraft
Peer van den Molengraft (Tongelre, 1 november 1922 - 27 augustus 2014) is een Nederlands kunstschilder. Hij was een leerling van Jan Kruysen. Sinds de Franse president Vincent Auriol in 1947 in Algiers voor hem poseerde, portretteerde hij vele staatshoofden waardoor hij ook wel "De hofschilder van de 20e eeuw" wordt genoemd. Van den Molengraft maakte portretten van onder anderen koning Faisal van Saoedi-Arabië, Keizer Haile Selassie van Ethiopië en president Soeharto van Indonesië.
Zijn groepsportret van de Rijnlandsche Academie hangt sinds 14 november 2011 in de Stadsbibliotheek van Haarlem.